# Дейвис (антарктическая станция)
Станция Дейвис (англ. Davis Station) — действующая круглогодичная научно-исследовательская антарктическая станция, принадлежащая Австралии. Население 70 человек летом, 20 — зимой. Станция также является официальной столицей Австралийской антарктической территории.

## История
База была основана 12 января 1957 года. Названа в честь капитана Джона Кинга Дейвиса, ходившего по антарктическим морям.

## Географическое положение
Географические координаты 68°35′ ю. ш., 77°58′ в. д., расположена на Земле Принцессы Елизаветы в свободном ото льда месте, известном как Вестфолд-Хиллз.

## Климат
Климат суровый, антарктический.
| Показатель                      | Янв. | Фев. | Март | Апр. | Май | Июнь | Июль | Авг. | Сен. | Окт. | Нояб. | Дек. | Год |
| ------------------------------- | ---- | ---- | ---- | ---- | --- | ---- | ---- | ---- | ---- | ---- | ----- | ---- | --- |
| Средний максимум, °C            | 3    | 0    | −7   | −10  | −13 | −12  | −14  | −14  | −13  | −9   | −2    | 3    | −7  |
| Средний минимум, °C             | −1   | −5   | −11  | −16  | −19 | −19  | −21  | −21  | −20  | −15  | −8    | −2   | −13 |
| Норма осадков, мм               | 2    | 4    | 10   | 11   | 9   | 7    | 7    | 7    | 5    | 5    | 2     | 2    | 72  |
| Источник: Bureau of Meteorology |      |      |      |      |     |      |      |      |      |      |       |      |     |